# Église Santa Maria della Visitazione
L'église Santa Maria della Visitazione ou degli Artigianelli ou san Gerolamo dei Gesuati est une église catholique de Venise, en Italie. Elle est située sur le quai des Zattere, dans le sestier de Dorsoduro.

## Historique
Cet édifice religieux est le premier exemple d'église de la Renaissance à Venise. La façade donne sur la fondamenta delle Zattere ai Gesuati en face de l'île de la Giudecca. Elle a été construite à partir de 1494 par un petit groupe de moines originaires de Toscane, appelé "les jésuites", qui ont eu recours à des Maestri comacini. L'architecte est le Lombard Francesco Mandello. Le revêtement en marbre de la façade a été confié à Francesco Lurano de Castiglione, qui l'a terminé en 1504.

## Description

### L'extérieur
sur le flanc droit de l'église se trouve le petit monastère des Jésuites, avec un cloître qui permet de voir vue le côté gauche de l'église voisine de la Madonna del Rosario, plus connue sous le nom "des Jésuites". Sur le côté droit de l'église se trouve une des trois Bocca di leone encore en leur place initiale.

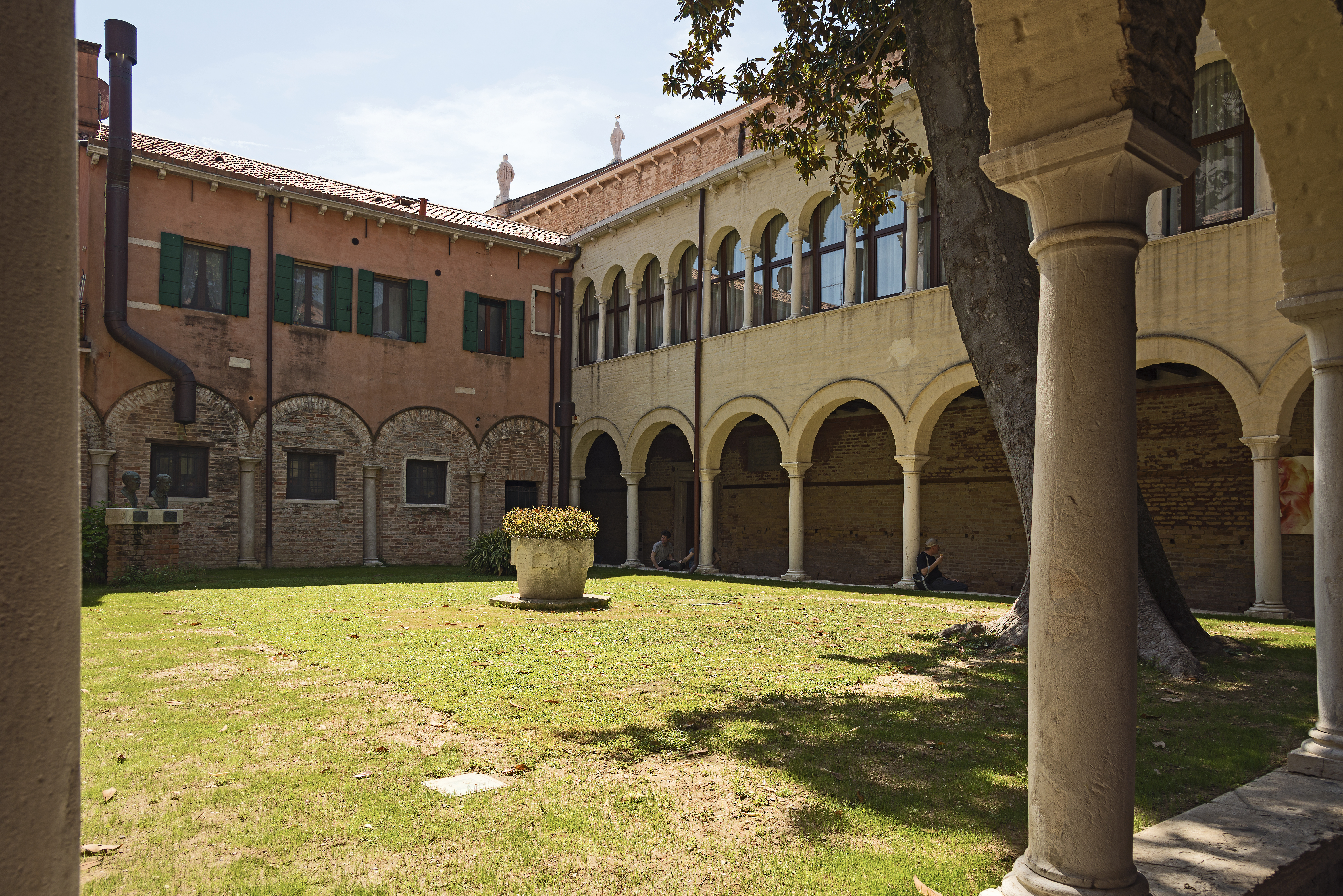
Le cloitre de Santa Maria della Visitazione
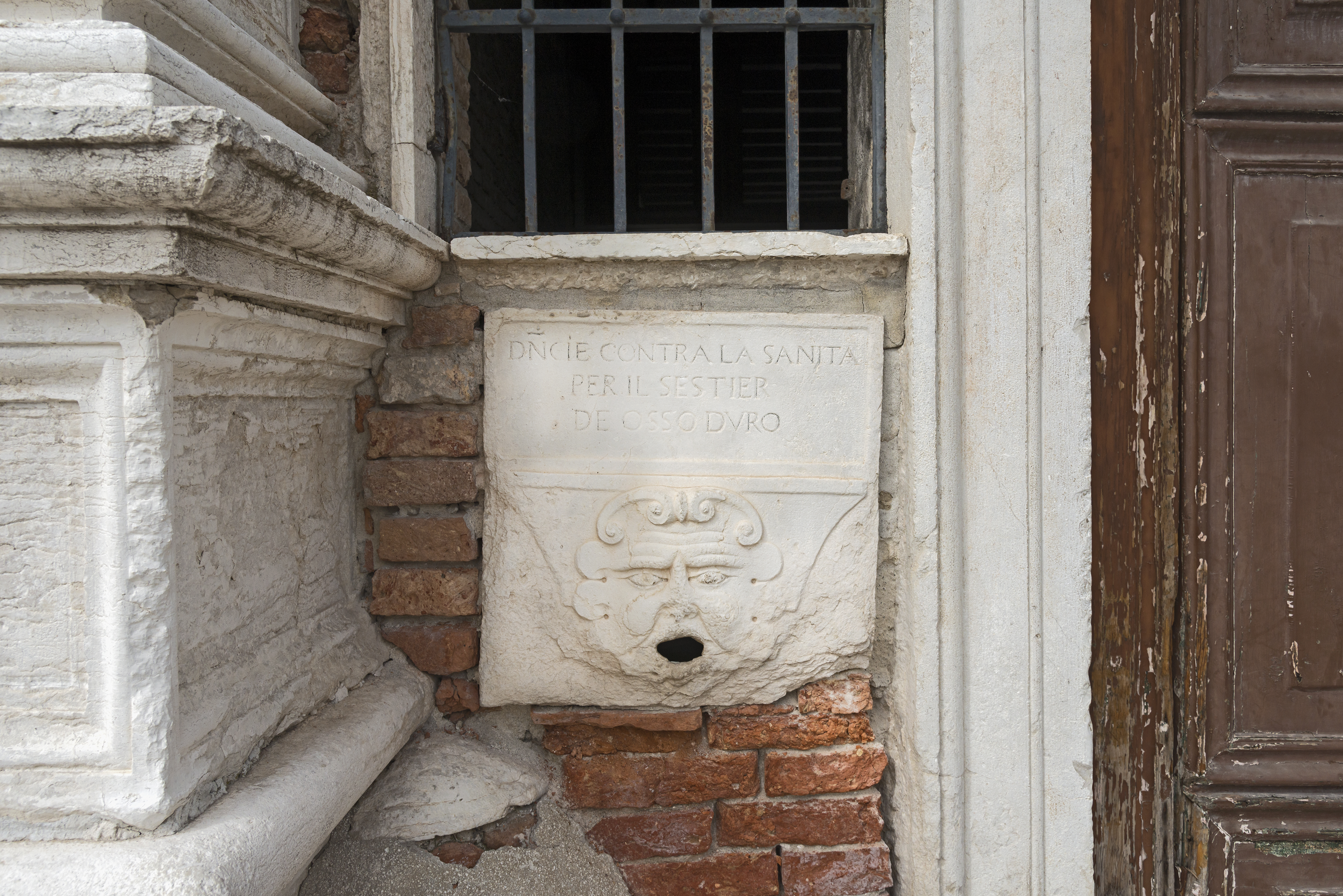
La Bocca di Leone

### L’intérieur
Il conserve quelques éléments remarquables :
- "Le miracle de la Pentecôte" du Padovanino, visible derrière le maître-autel.
- "La Crucifixion" attribuée au peintre flamand Nicolas Régnier, retable de l'autel de gauche.
- "Jérôme Émilien confiant à la Vierge ses orphelins" par Alessandro Revera, retable de l'autel de droite.
- Le plafond de la nef est l’œuvre la plus remarquable de l’église. C’est un plafond à caissons ; ce type de plafond est rare à Venise; il se compose de 58 éléments carrés de 1,30 mètre de côté. Chaque élément est centré sur un tableau qui représente les saints de l'Ancien et du nouveau Testament. Au centre le tableau principal est rond (diamètre 2,50 mètres), il illustre la rencontre entre la jeune Vierge Marie et sa cousine Elizabeth. Les peintures datent du début du XVIe siècle et sont l'œuvre de Pietro Paolo Agabito et de son atelier.
- À la base de la coupole, des fresques du début de XVIe siècle représentant les quatre évangélistes.
- De part et d'autre du retable du maître-autel, deux fresques monochromes du XVIe siècle représentant des évêques.

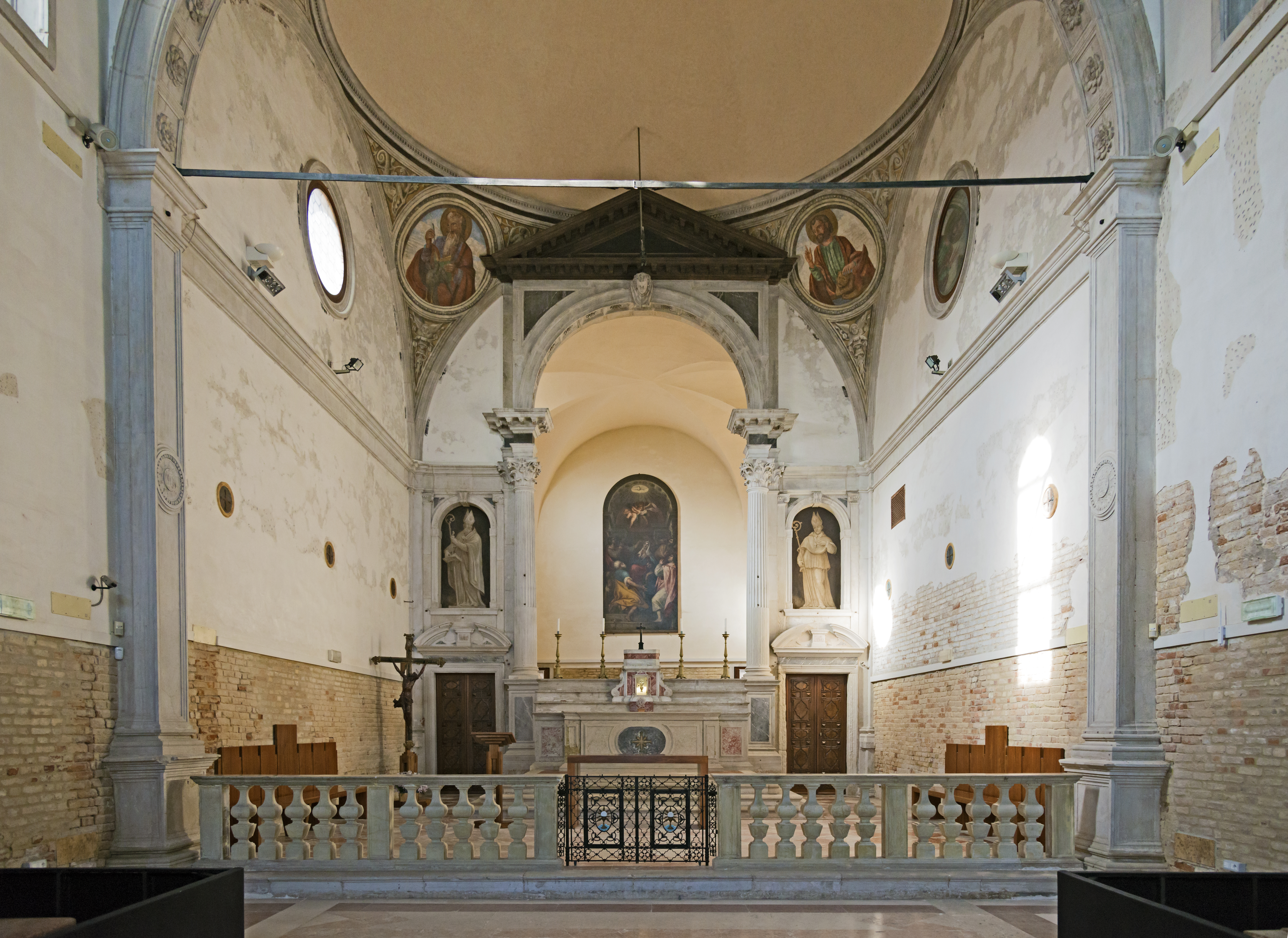
Le maître-autel
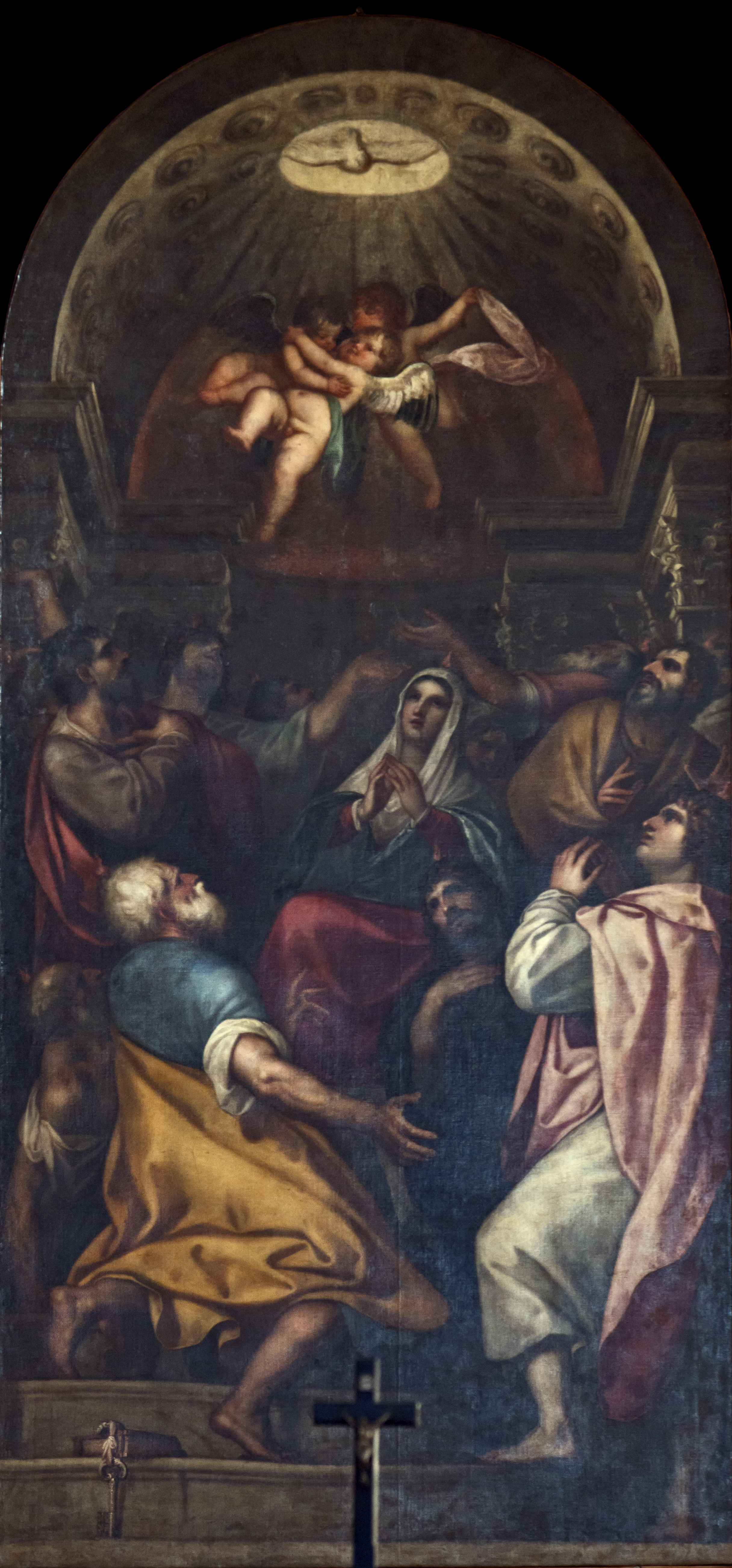
Le miracle de la Pentecôte Padovanino
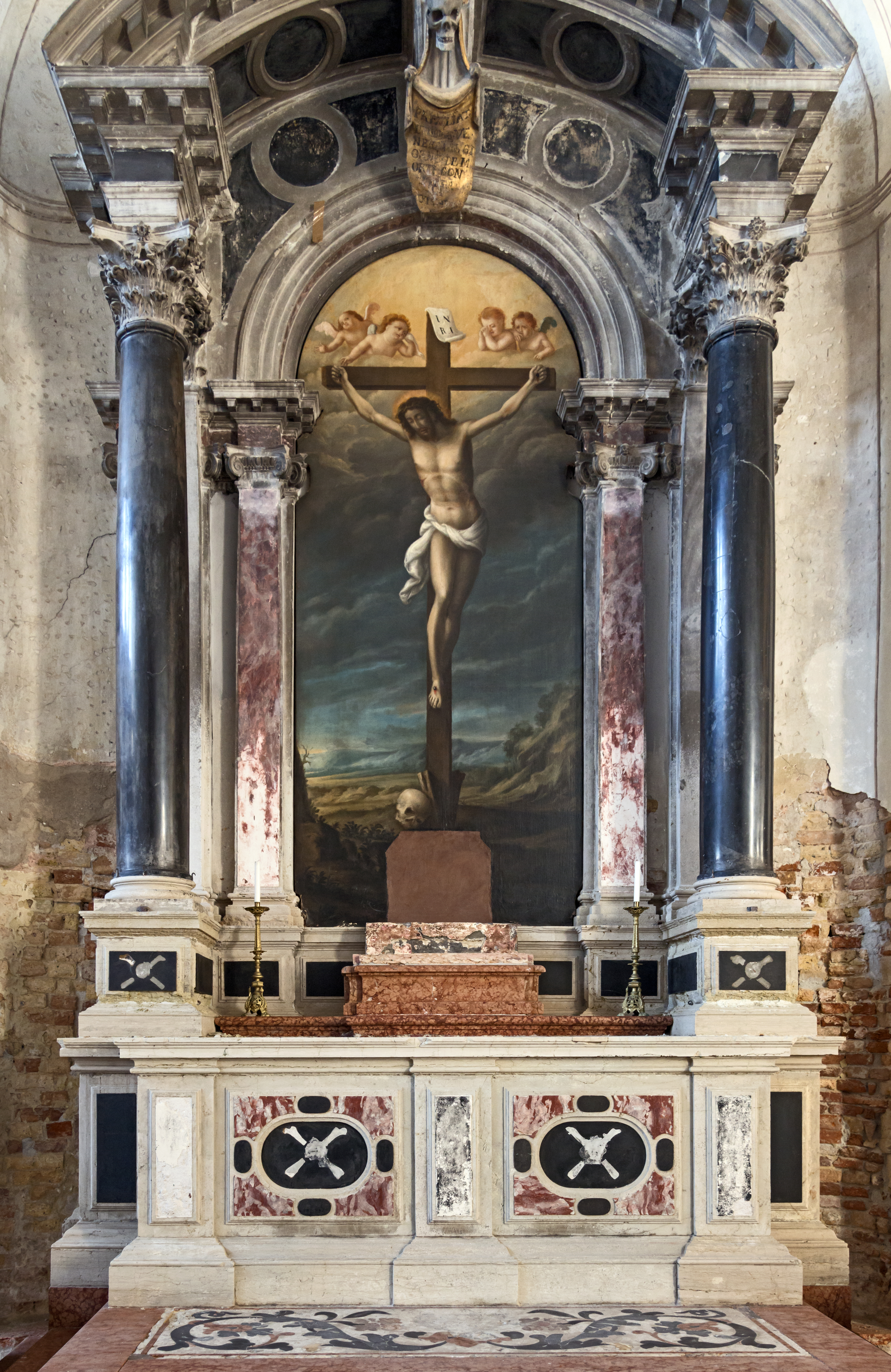
La crucifixion  Nicolas Régnier
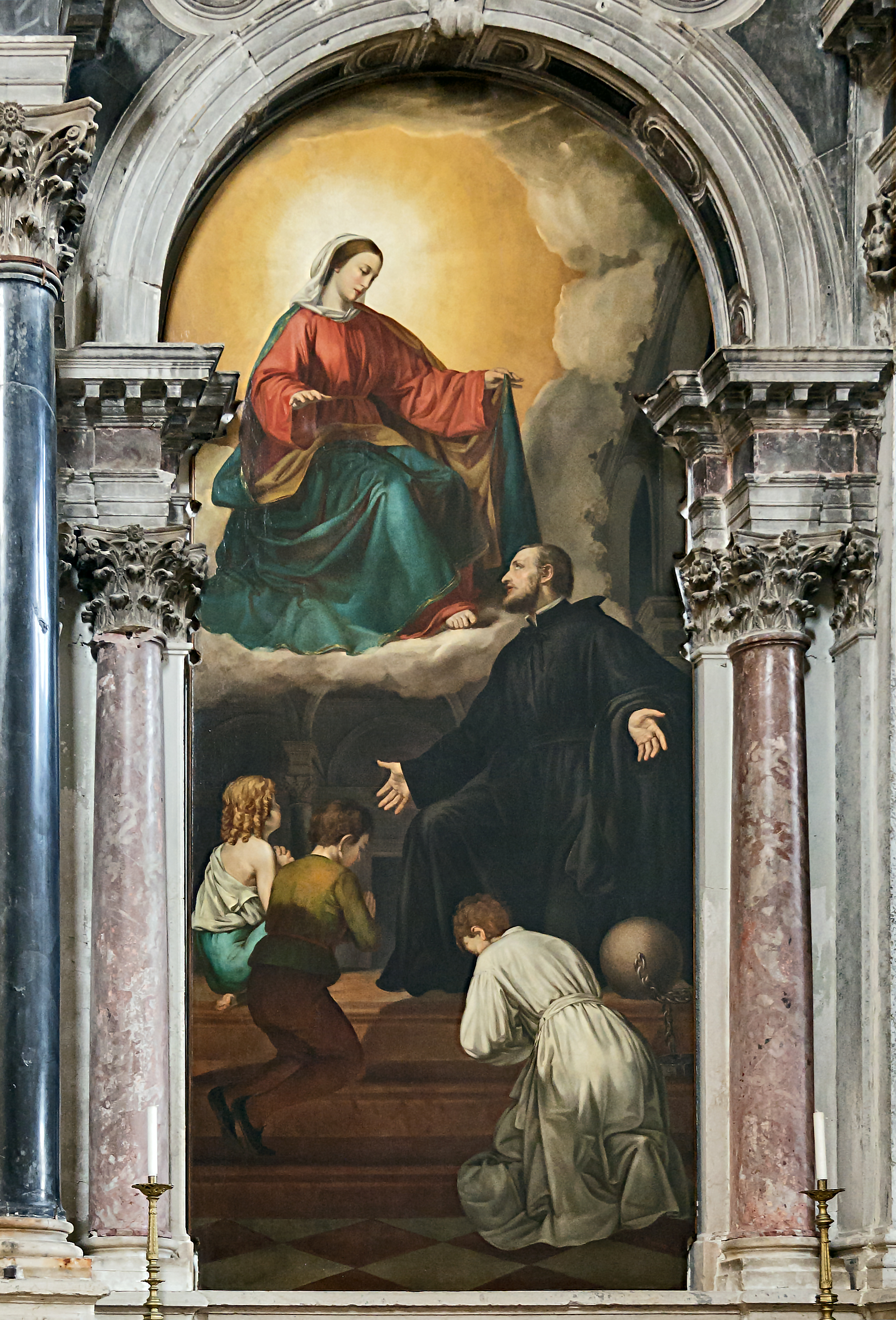
Jérôme Emilien  par Alessandro Revera
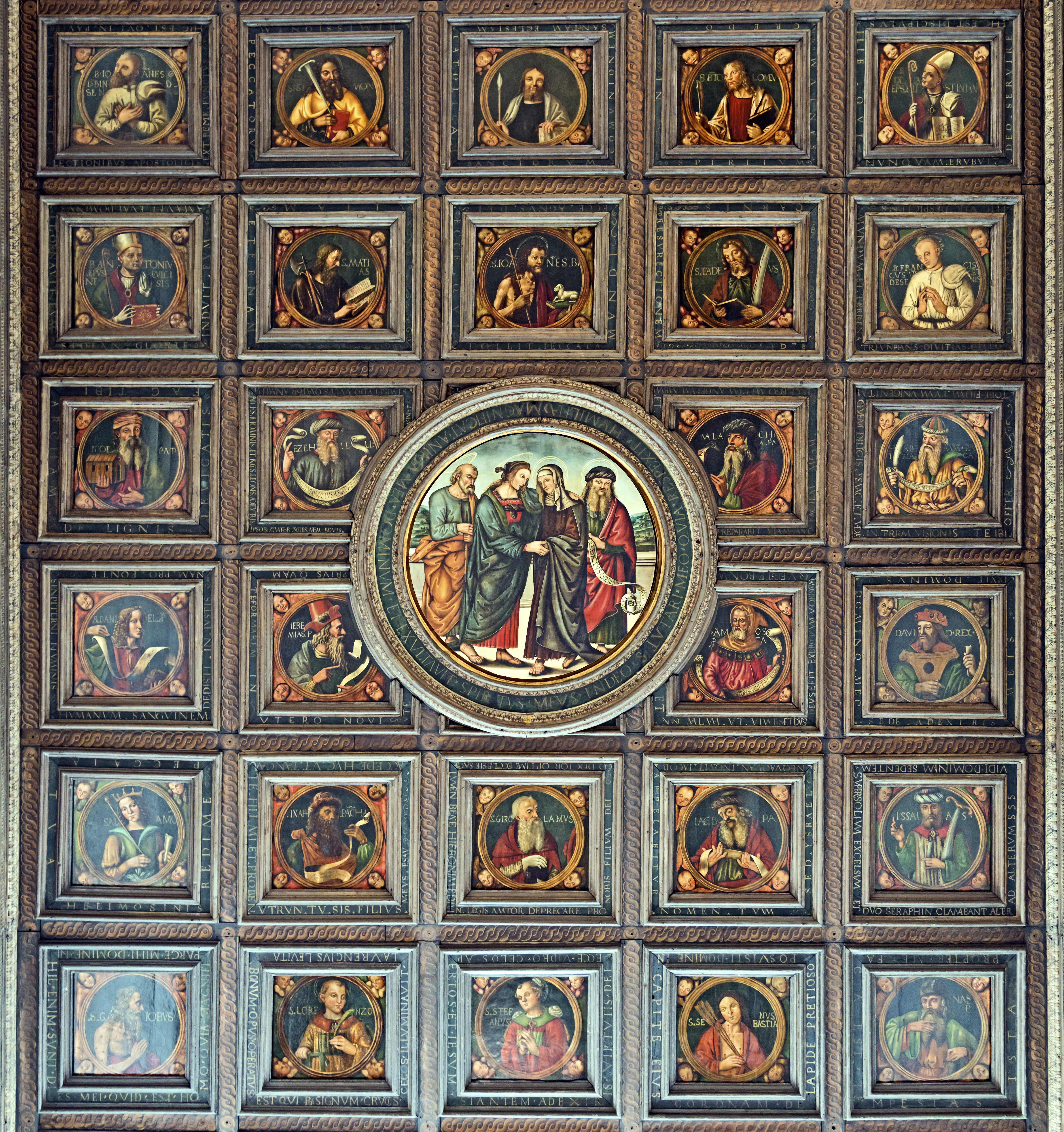
Le plafond à caisson
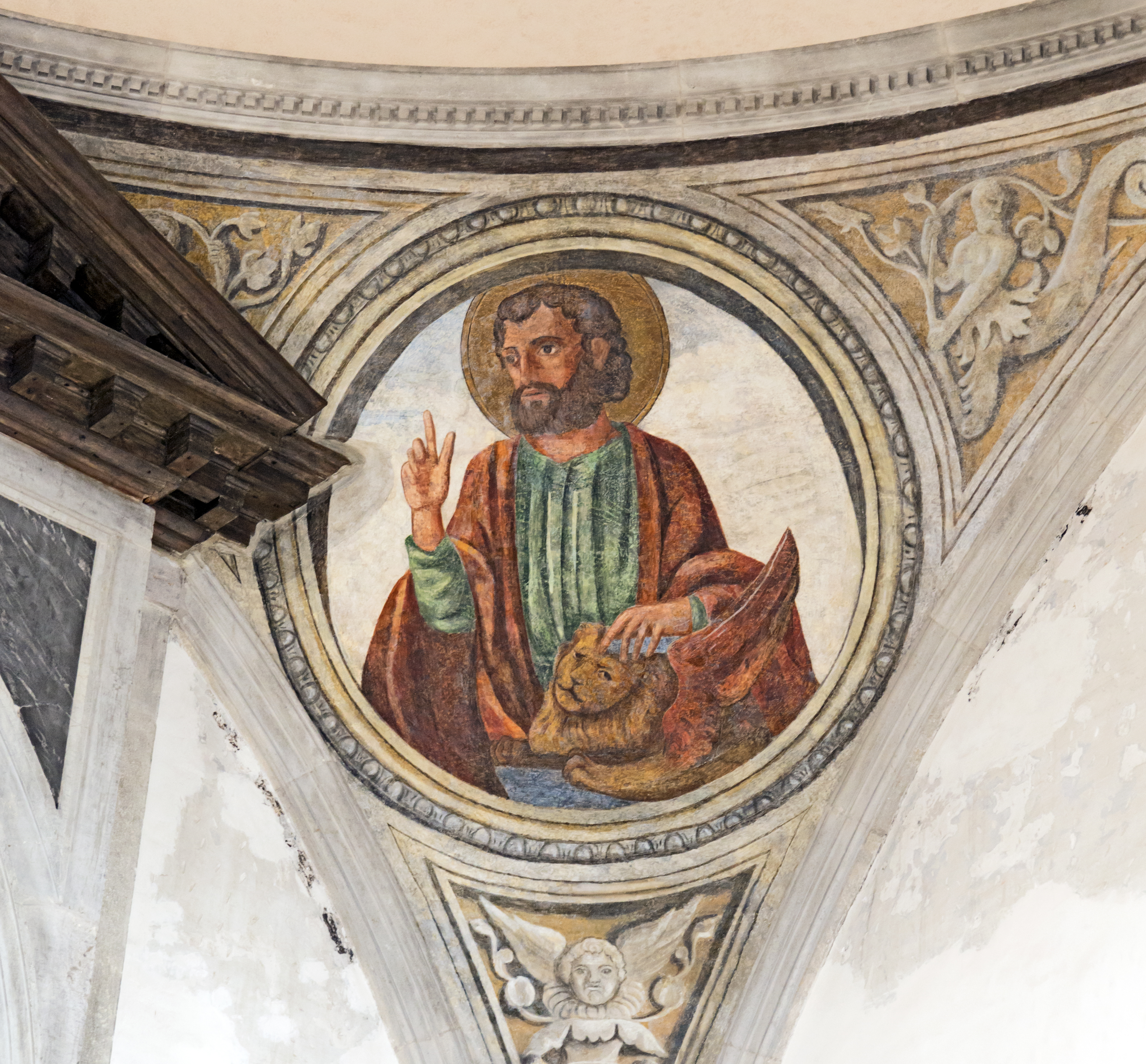
Fresque de saint Marc
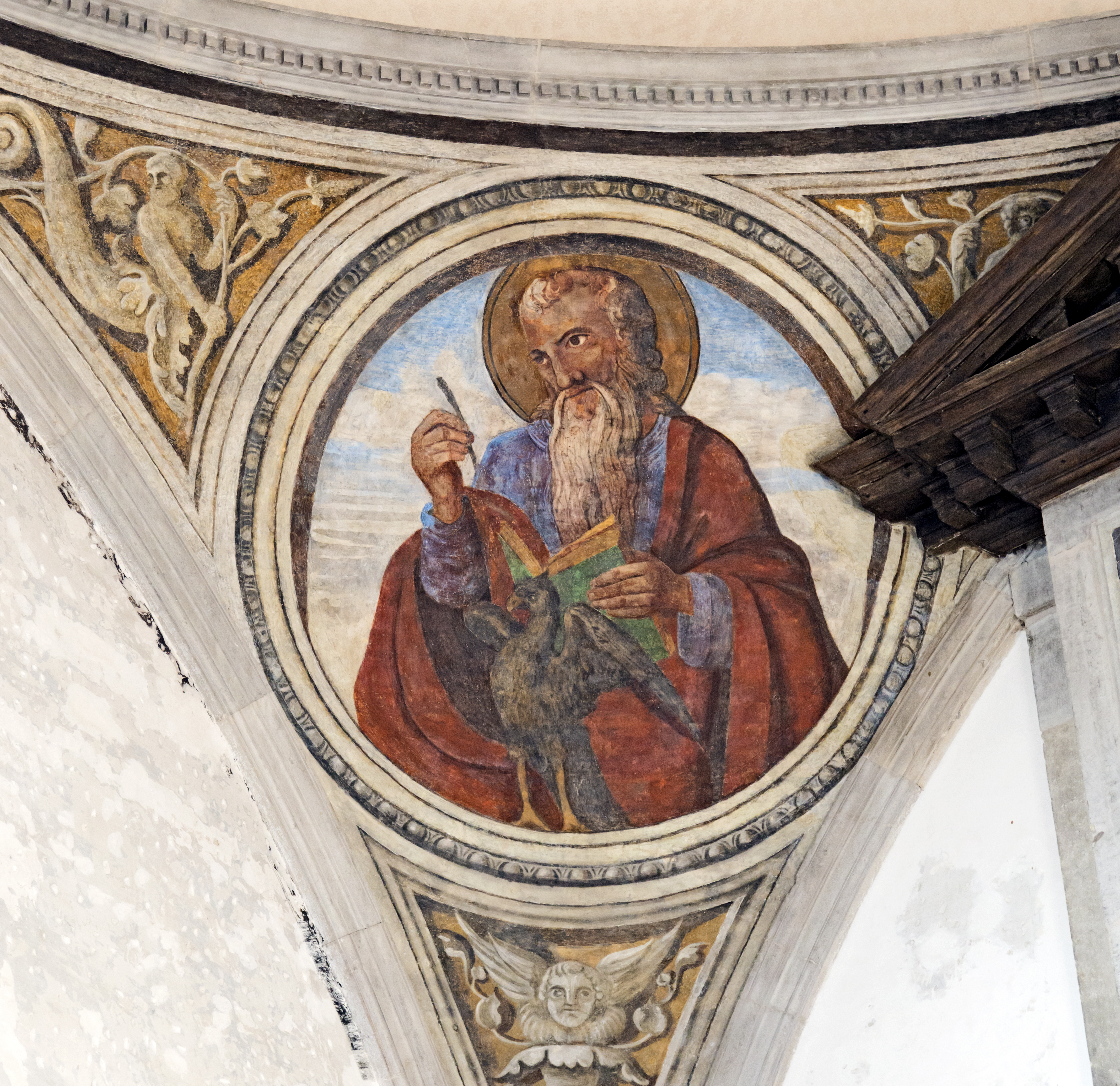
Fresque de saint Jean l’évangéliste
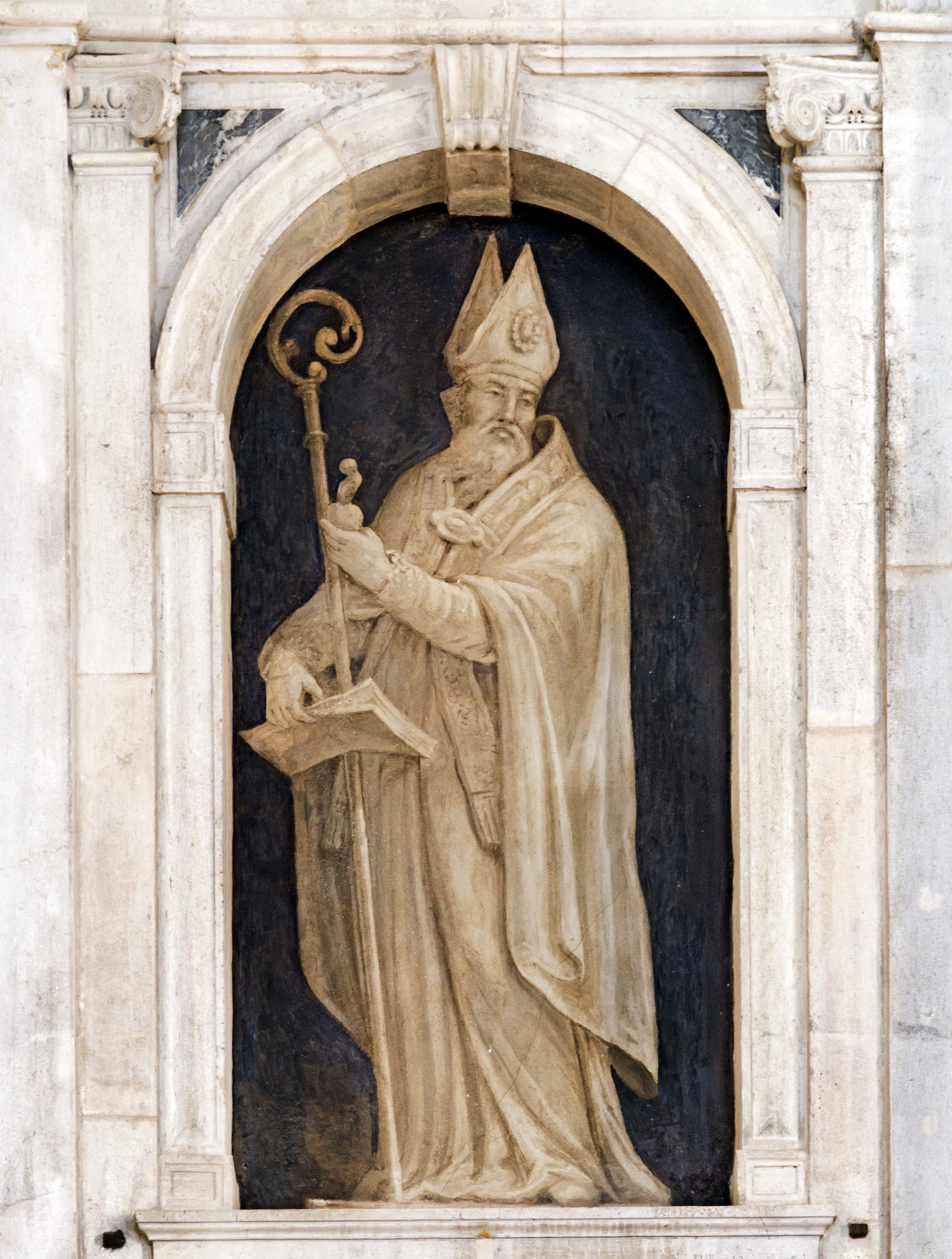
Fresque du XVIe un évêque
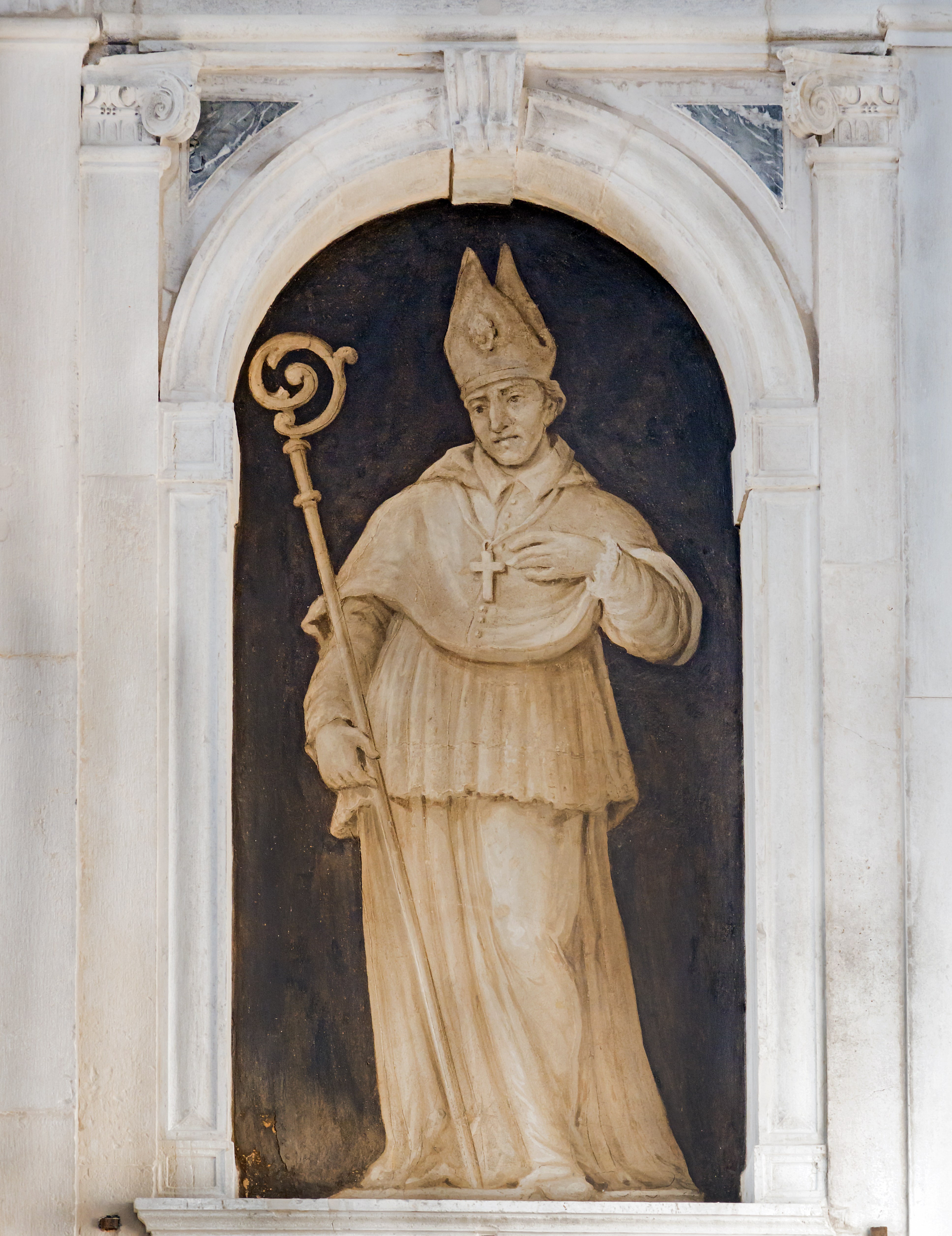
Fresque du XVIe un évêque